# WinBoost
WinBoost — условно-бесплатный твикер, разработанный специально для тонкой настройки и оптимизации операционной системы Microsoft Windows, программ и отдельных компонентов.

## Описание
WinBoost сохраняет традиции многих твикеров и предоставляет пользователю огромное количество параметров для детального изменения программ, оптимизации Windows OS, может настроить общедоступные и скрытые возможности, изменить контекстные меню, спрятать пункты из главного меню «Пуск», настроить Интернет-соединение и многое другое. Все операции производятся через интуитивно понятный графический интерфейс пользователя, который спроектирован в стиле XP. 
Все твики программы, которых около 400, разделены на категории, в частности «Start Menu», «Windows Explorer», «Desktop», «Internet Explorer», «Accessibility», «Icons & Shortcuts», «System & Booting», «Miscellaneous», а также советы и подсказки к ним. В качестве защиты от нежелательных «чужих рук» на запуск твикера можно установить надежный пароль.